# Les Invisibles (film, 2018)
Pour les articles homonymes, voir Les Invisibles.
Pour plus de détails, voir Fiche technique et Distribution.
Les Invisibles est une comédie française réalisée par Louis-Julien Petit, sortie en 2018. Le film est une adaptation du livre de Claire Lajeunie, Sur la route des invisibles, femmes dans la rue.

## Synopsis
L'Envol, centre d'accueil de jour pour femmes sans-abri à Anzin, doit fermer ses portes : seulement 4 % des femmes qui y sont accueillies se sont réinsérées, ce qui est jugé insuffisant par la municipalité, qui ne peut plus « continuer à dépenser sans résultats ». Les travailleuses sociales vont faire preuve de désobéissance civile en décidant d’y installer un atelier thérapeutique et un dortoir dans un squat, en toute clandestinité. L'atelier s'appuie sur la truculente Chantal, SDF et modèle de réinsertion, formée à la réparation d'électroménager à la prison de Loos.

## Fiche technique
- Titre : Les Invisibles
- Réalisation : Louis-Julien Petit
- Scénario : Louis-Julien Petit, Claire Lajeunie et Marion Doussot
- Photographie : David Chambille
- Montage : Nathan Delannoy et Antoine Vareille
- Décors : Arnaud Bouniort
- Musique : Laurent Perez del Mar
- Production : Liza Benguigui
- Coproduction associée : Marc Ladreit de Lacharrière
- Sociétés de production : Elemiah / France 3 Cinéma / Canal + / Ciné +
- Société de distribution : Apollo Films
- Budget : 4,4 millions d'euros
- Pays de production :  France
- Genre : comédie
- Durée : 102 minutes
- Dates de sortie :
  - France : 22 août 2018 (Festival du film francophone d'Angoulême)[2] ; 9 janvier 2019 (sortie nationale)
  - Belgique, Suisse romande : 9 janvier 2019
  - Québec : 10 mai 2019

## Distribution
- Audrey Lamy : Audrey, travailleuse sociale de l'Envol
- Corinne Masiero : Manu, directrice de l'Envol
- Noémie Lvovsky : Hélène, bénévole de l'Envol
- Déborah Lukumuena : Angélique, bénévole de l'Envol, ancienne SDF
- Pablo Pauly : Dimitri, le frère d'Audrey
- Sarah Suco : Julie Charpentier, la punk
- Brigitte Sy : Béatrice, la responsable des services sociaux
- Quentin Faure : Laurent, l'ami d'Audrey
- Tassadit Mandi : Ramouna
- Guillaume Cloud Roussel : Baptiste, le fils aîné d'Hélène
- Adolpha Van Meerhaeghe : Chantal, la réparatrice d'électroménager
- Marie-Christine Orry : Catherine Paraire alias « Catherine Lara », l'ancienne psychologue
- Fatsah Bouyahmed : Esteban, le ferrailleur
- Laetitia Grigy : Monique, l'ancienne agent immobilière
- Marianne Garcia : Marianne Pulail alias « Lady Di »
- Marie-Christine Descheemaker : Marie-Christine alias « Brigitte Macron »
- Patricia Mouchon : Patricia alias « Edith Piaf »
- Khoukha Boukherbache : Koukha alias « Marie-Josée Nat »
- Bérangère Toural : Bérangère alias « Simone Veil »
- Patricia Guery : Patricia alias « La Cicciolina »
- Assia Menmadala : Assia alias « Dalida »
- Dominique Manet : Dominique alias « Brigitte Fontaine »
- Aïcha Bangoura : Aïcha alias « Vanessa Paradis »
- Marie-Thérèse Boloke Kanda : Marie-Thérèse alias « Mimi Mathy »
- Stéphanie Brayer : Stéphanie alias « Françoise Hardy »
- Fedoua Laafou : Fedoua alias « Salma Hayek »
- Antoine Reinartz : l'adjoint au maire

À l'exception de Marie-Christine Orry et Sarah Suco, l'ensemble des actrices qui jouent des SDF ne sont pas des actrices professionnelles, mais des femmes qui ont elles-mêmes vécu dans la rue pendant un temps. Leurs personnages ont été créés en se basant sur leur personnalité.

## Accueil

### Critiques
Le film reçoit de bons retours d'une majeure partie de la presse française, avec une note moyenne de 3,6/5 sur Allociné.
Dans Ouest-France, on peut lire : « Un casting épatant, mêlant comédiennes confirmées et femmes ayant réellement vécu cet enfer. ».
Et dans Positif, Philippe Rouyer pense « à Ken Loach pour le mélange de rires et de larmes, et pour la chaleur du regard sur ces personnes précaires, mises au rebut de la société ».
Marie-Hélène Soenen pour Télérama écrit que « Louis-Julien Petit orchestre l’acte deux [après son film Discount] d’une désobéissance civile jubilatoire » et salue son tour de force : « transposer une saisissante matière documentaire sur le quotidien des femmes sans domicile fixe en pétillante comédie sociale ».

### Box-office
| Pays ou région    | Box-office        | Date d'arrêt du box-office | Nombre de semaines |
| ----------------- | ----------------- | -------------------------- | ------------------ |
| France            | 1 345 290 entrées | 23 avril 2019              | 16                 |
| Monde hors France | 220 174 entrées   | 23 avril 2019              | 16                 |
| Total mondial     | 1 565 464 entrées | 23 avril 2019              | 16                 |

## Distinctions
- Prix de la Meilleure Réalisation lors de la première édition du Festival international du film politique de Carcassonne[6].
- Prix Chabrol Coup de cœur du Jury, Chabrol du Public et Chabrol du Jeune Public au Festival du Film du Croisic[7].
- Prix du Public au Festival International du Film de Pau[8].

## AssociationLes Femmes invisibles
Après sa sortie en salle, le film a d'importantes retombées sociales. L'une d'entre elles est la création de l'association Les Femmes invisibles, association venant en aide aux femmes et familles en situation de précarité en leur apportant écoute, soutien et produits d'hygiène féminine.